# バンディアガラ
バンディアガラ（フランス語: Bandiagara フランス語発音: [bɑ̃djaɡaʁa]）は、マリ共和国バンディアガラ州バンディアガラ圏の都市的コミューン。人口は17,166人（2009年国勢調査）。名前は大まかに訳すと「大きな食用ボウル」で、料理が盛られる大皿を意味する。
モプティから東南東へ65キロメートルの距離にあり、季節限定のYamé川が北東方向に流れる。世界遺産のバンディアガラの断崖が近くにある。
町にはフラニ族、バンバラ族が住んでいる。またバンディアガラの断崖にはドゴン族が住んでおり、孤立した言語のバンギメ語を話す。

## 歴史
1770年、ドゴン族の狩人Nangabanu Tembélyが設立したといわれている。
トゥクロール帝国の建国者ウマル・サイドゥ・タールの甥であるティディアニ・タールによって、帝国の首都はバンディアガラに遷都した。
2012年にマリ北部紛争が勃発して以降政情は不安定で、観光業は大きな打撃を受けた。2018年3月28日、国際連合職員や人道支援活動家が定期的に訪れる市内のホテルで銃撃事件があり、守衛の兵士1人が死亡、2人が負傷した。2021年2月25日、マリ軍の駐屯地を武装勢力が攻撃し、9人が死亡、9人が負傷した。
| 年   | 1976  | 1987  | 1998   | 2009   |
| ---- | ----- | ----- | ------ | ------ |
| 人口 | 9,303 | 9,485 | 11,499 | 17,166 |

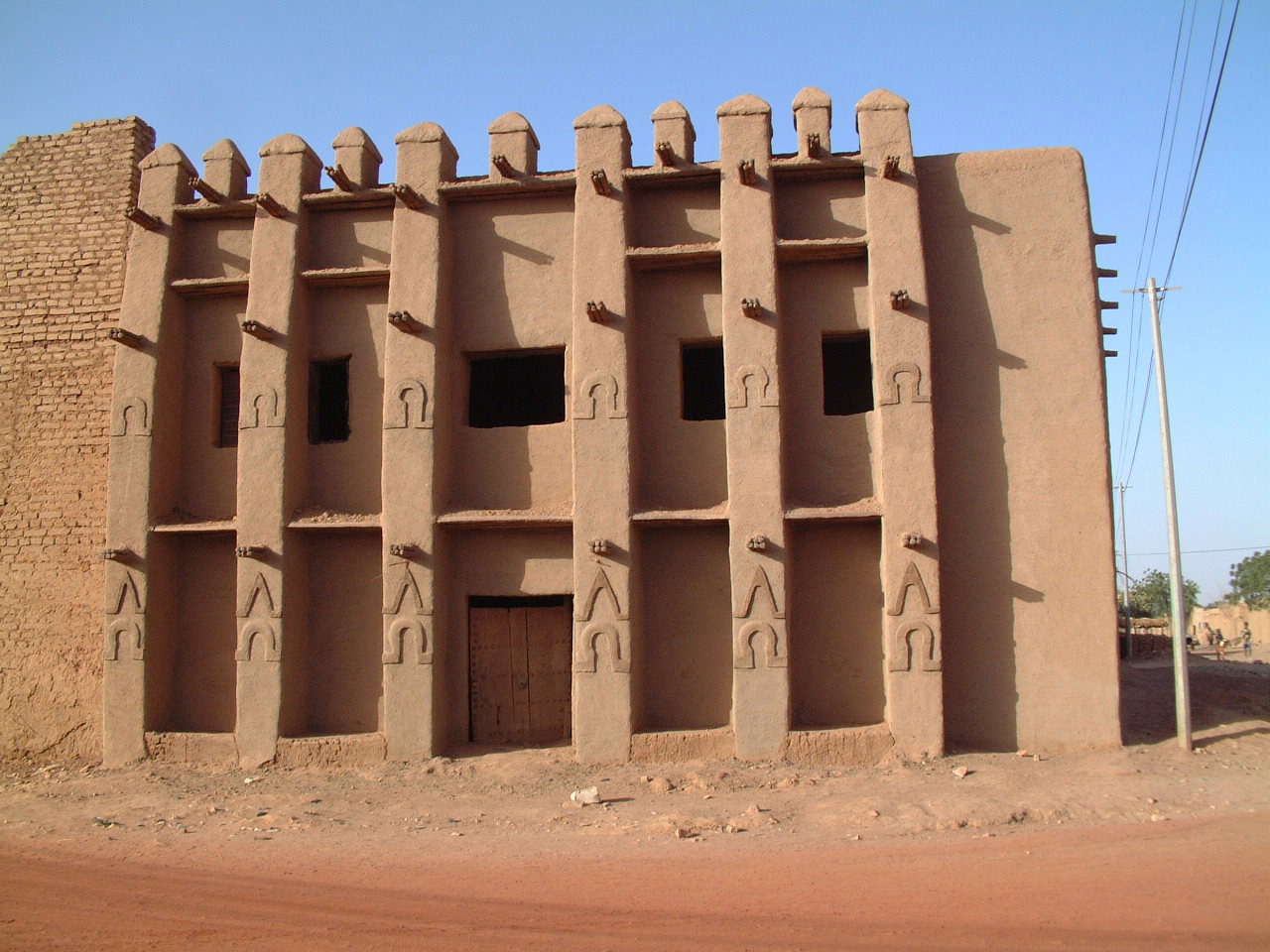
19世紀の「Maison toucouleurs」。世界遺産の一部。
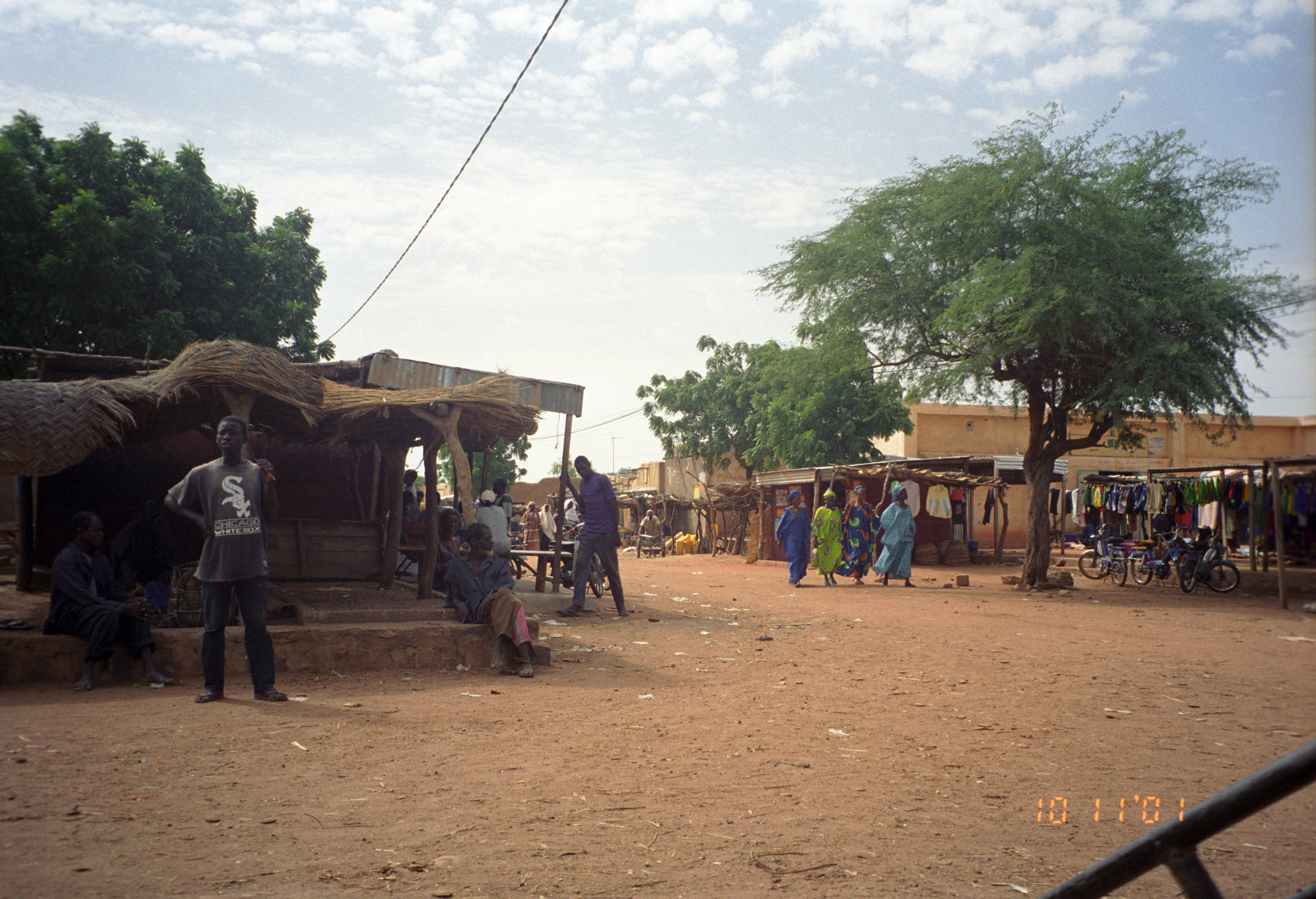
町の市場の屋台
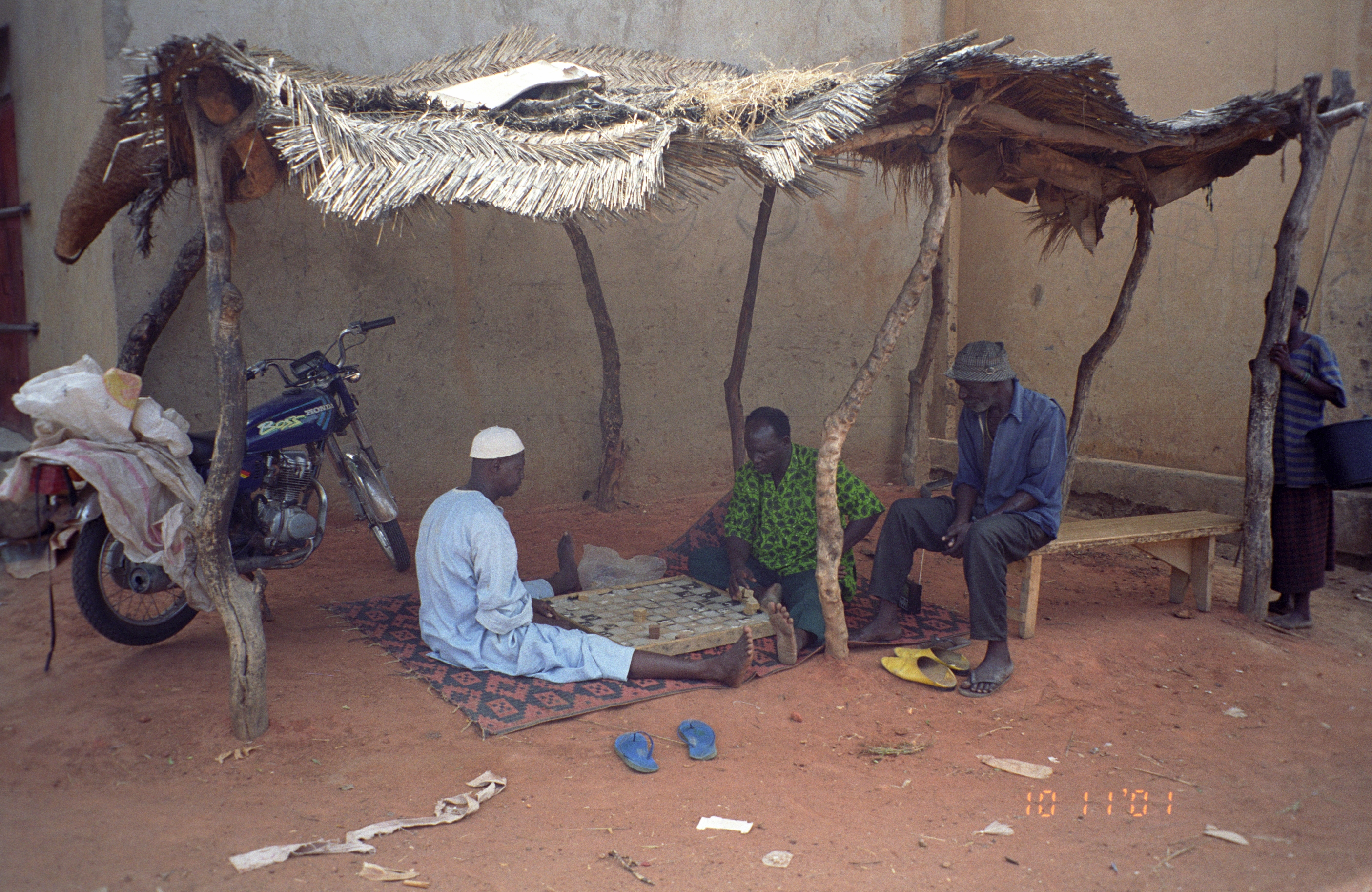
ドゴン族の男性
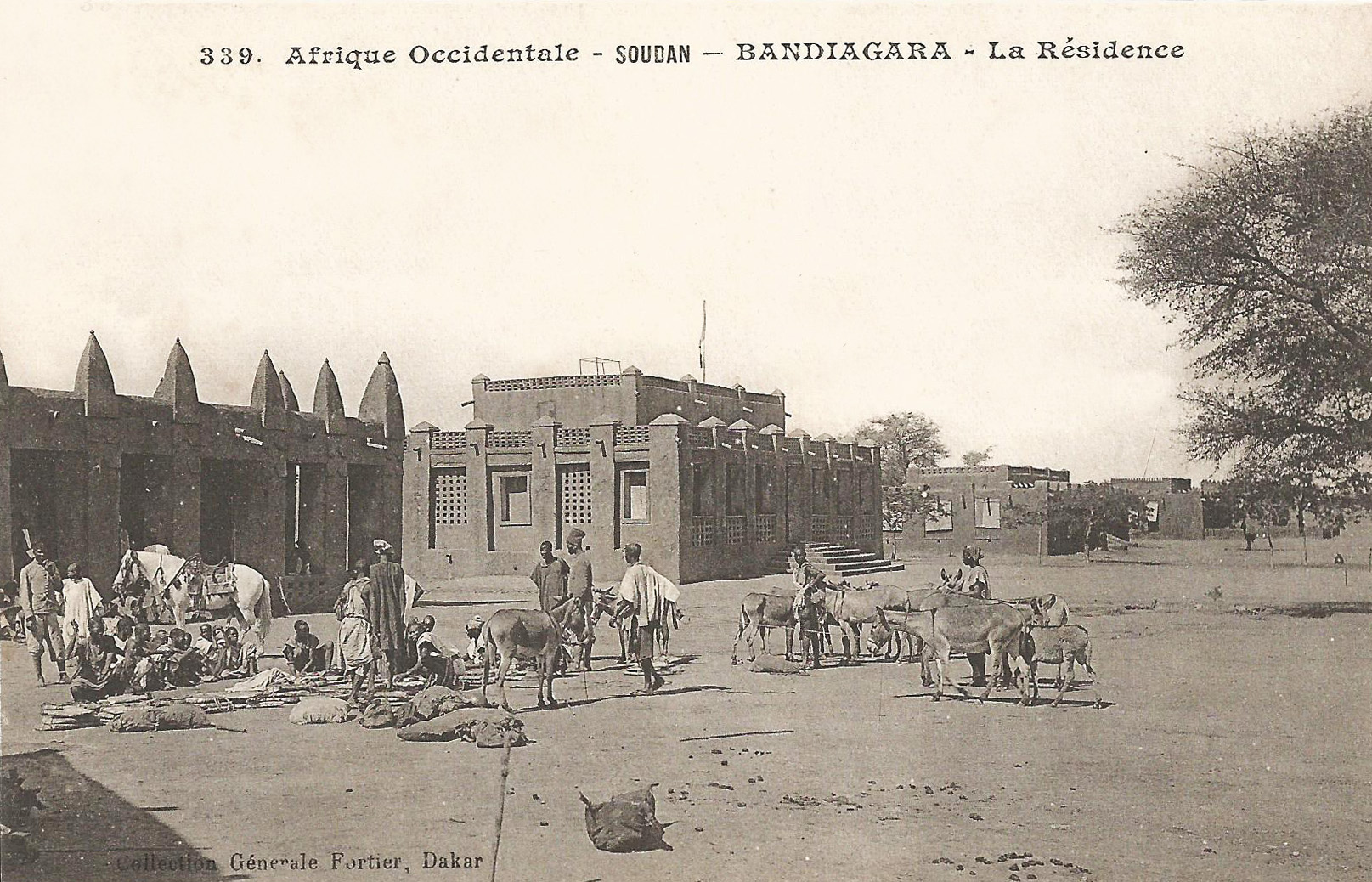
1900年代初頭のバンディアガラ

## 出身人物
- アマドゥ・ハンパテ・バー（英語版） - 作家
- マディナ・リュ＝タル（英語版） - 歴史家
- ヤンボ・ウオロゲム（英語版） - 作家、1968年ルノードー賞受賞者